# Wspólnota administracyjna Hahnenkamm
Wspólnota administracyjna Hahnenkamm – wspólnota administracyjna (niem. Verwaltungsgemeinschaft) w Niemczech, w kraju związkowym Bawaria, w rejencji Środkowa Frankonia, w powiecie Weißenburg-Gunzenhausen. Siedziba wspólnoty znajduje się w miejscowości Heidenheim.
Wspólnota administracyjna zrzesza dwie gminy targowe (Markt) oraz jedną gminę wiejską (Gemeinde): 
- Gnotzheim, gmina targowa, 12,48 km²
- Heidenheim, gmina targowa,  52,30 km²
- Westheim, 28,32 km²